# Mutació
En biologia, una mutació és una alteració de la seqüència de nucleòtids del genoma d'un organisme, virus o ADN extracromosòmic. Els genomes vírics contenen ADN o ARN.
Així les mutacions són canvis permanents en l'ADN (o ARN en el cas d'alguns virus) que poden ser causats per agents exògens o endògens. També es poden produir per errades en la replicació i en la reparació de l'ADN. Les principals causes de variabilitat genètica, i conseqüentment de l'evolució de les espècies són les mutacions i les recombinacions meiòtiques; encara que també poden produir o induir patologies.
Els genomes han de ser inestables dintre d'uns límits, per fer possible l'existència d'una variació que permeti que hi hagi evolució. L'origen de la mutació pot ser espontani atribuïdes a l'atzar o artificial mitjançant agents mutàgens entre els quals es troben substàncies químiques i radioactives.
Els primers científics a estudiar les mutacions i analitzar-ne els seus efectes foren Hugo de Vries i, més tard, Herman Muller. Respectivament, amb plantes i amb mosques, aquests científics demostraren que, sota determinades condicions, els éssers vius podien incorporar modificacions de la seva informació genètica que es podien heretar.

## Classificació de les mutacions

### Segons el tipus de cèl·lules afectades
- Mutacions en les cèl·lules germinals.- Afecten a la capacitat reproductora de l'individu, poden ser transmeses a part de la descendència. Són bastant poc freqüents, ja que n'hi ha cada 10-6 per locus i divisió cel·lular.

- Mutacions en les cèl·lules somàtiques.- No afecten a les cèl·lules descendents que no formaran un organisme sencer. Són les més freqüents.

### Segons la magnitud de la mutació
- Mutacions a gran escala o anomalies cromosòmiques.- Són les que es produeixen per errors de repartiment del genoma entre cèl·lules filles a la meiosi i a la mitosi, l'anomenat reagrupament cromosòmic. Hi trobam:
  - Duplicacions.- Quan es tenen dues còpies d'un mateix cromosoma (no ens referim a l'homòleg, sinó el mateix cromosoma en sentit estricte)
  - Aneuploide - Hi ha un nombre anormal de cromosomes: hi manca o sobra un cromosoma.
  - Poliploide - Hi ha un nombre anormal de cromosomes: tots els cromosomes estan representats més cops dels que correspon.
  - Delecions.- Hi manca un fragment de cromosoma.
- Mutacions a petita escala.- S'hi produeixen errors en un o diversos parells de bases. Poden ésser:
  - Delecions.- S'hi eliminen un o diversos nucleòtids.
  - Insercions o translocacions.- S'hi introdueixen puntualment seqüències repetides del triplet, en tàndem i/o elements transposables.
  - Substitucions.- Es donen poc freqüentment i s'hi produeix un canvi en un o diversos parells de bases. N'hi ha diversos tipus:
    - Transversió - S'hi canvia una purina per una pirimidina, o a l'inrevés.
    - Transicions.- S'hi canvia una purina per una altra purina o una pirimidina per una altra pirimidina.

### Segons els seus efectes
- Mutacions silencioses.- La variació del genotip no s'expressa en el fenotip. Pot ser degut al fet que la mutació s'ha produït al tercer nucleòtid d'un codó, en una sense mutació (s'ha de recordar que molts codons tenen els dos primers nucleòtids iguals a l'hora de determina un aminoàcid); o bé que s'ha produït a una zona no codificant, un intró, o una zona no reguladora.
- Mutacions no silencioses.- La variació del genotip s'expressa en el fenotip. S'hi situen:
  - Mutacions de sentit erroni (Missense mutations).- Es canvia l'aminoàcid que s'hi situa variant-ne el codó a l'ADN.
  - Mutacions sense sentit (Nonsense mutations).- Hi ha acabaments prematurs per l'aparició de seqüències STOP.
  - Mutacions al marc de lectura (Frameshift mutations).- Amb l'addició d'un nucleòtid o la seva deleció, es produeix un desplaçament en la lectura de la seqüència que produeix en la traducció un polipèptid totalment diferent.
  - Mutació en les UTR o untranslated regions.- Hi ha una variació en les seqüències GT/AG intròniques que assenyalen el punt d'eliminació d'introns, o bé, generen seqüències no traduïbles als ribosomes.
  - Mutacions al promotor.- Es modifica el promotor, de forma que el fenotip varia a causa d'un canvi en l'expressió gènica, que pot comportar sobreexpressió, inhibició, o alteracions del patró d'expressió.

## Nomenclatura de les mutacions
Es basa a indicar quina és la variació en aminoàcids o en nucleòtids. Per exemple, les substitucions dels aminoàcids venen donades per l'aminoàcid substituït, la seva posició i l'aminoàcid substituent: R117H, Arg117His; G542X, Gly542Stop; les substitucions de nucleòtids venen donades per la seva posició, el nucleòtid substituït i després d'una fletxa, el nucleòtid substituent: 1162G>A; les delecions de nucleòtids venen donades pel marge de nucleòtids delectats, la seqüència d'aquests nucleòtids, i a vegades s'inclou la seqüència delectada: 6232-6236del o 6232-6236delATAAG.

## Causa de malaltia
Els canvis en l'ADN causats per la mutació en una regió codificant de l'ADN poden provocar errors en la seqüència de proteïnes que poden donar lloc a proteïnes parcialment o completament no funcionals. Cada cèl·lula, per funcionar correctament, depèn de milers de proteïnes per funcionar als llocs adequats i al moment adequat. Quan una mutació altera una proteïna que té un paper crític en el cos, es pot produir una malaltia. Un estudi sobre la comparació de gens entre diferents espècies de Drosophila suggereix que si una mutació canvia una proteïna, és probable que la mutació sigui perjudicial, amb un 70% estimat dels polimorfismes d'aminoàcids que tenen efectes perjudicials, i la resta neutrals o poc beneficiosos. Algunes mutacions alteren la seqüència de bases de l'ADN d'un gen però no canvien la proteïna produïda pel gen. Els estudis han demostrat que només el 7% de les mutacions puntuals en l'ADN no codificant del llevat són perjudicials i el 12% en l'ADN codificant són perjudicials. La resta de mutacions són neutres o lleugerament beneficioses.

### Trastorns hereditaris
Si una mutació està present en una cèl·lula germinal, pot donar lloc a una descendència que porti la mutació a totes les seves cèl·lules. Aquest és el cas de les malalties hereditàries. En particular, si hi ha una mutació en un gen de reparació de l'ADN dins d'una cèl·lula germinal, els humans que porten aquestes mutacions de la línia germinal poden tenir un major risc de càncer. Un exemple és l'albinisme, una mutació que es produeix en el gen OCA1 o OCA2. Les persones amb aquest trastorn són més propenses a molts tipus de càncer, altres trastorns i tenen problemes de visió.
El dany a l'ADN pot provocar un error quan l'ADN es replica, i aquest error de replicació pot provocar una mutació gènica que, al seu torn, podria provocar un trastorn genètic. Els danys a l'ADN són reparats pel sistema de reparació de l'ADN de la cèl·lula. Cada cèl·lula té una sèrie de vies a través de les quals els enzims reconeixen i reparen els danys a l'ADN. Com que l'ADN es pot danyar de moltes maneres, el procés de reparació de l'ADN és una manera important en què el cos es protegeix de les malalties. Un cop el dany a l'ADN ha donat lloc a una mutació, la mutació no es pot reparar.

### Paper en la carcinogènesi
D'altra banda, es pot produir una mutació en una cèl·lula somàtica d'un organisme. Aquestes mutacions estaran presents en tots els descendents d'aquesta cèl·lula dins del mateix organisme. L'acumulació de determinades mutacions al llarg de generacions de cèl·lules somàtiques és part de la causa de la transformació maligna, de cèl·lula normal a cèl·lula cancerosa.
Les cèl·lules amb mutacions heterozigotes amb pèrdua de funció (una còpia bona del gen i una còpia mutada) poden funcionar normalment amb la còpia no mutada fins que la còpia bona hagi estat mutada somàticament de forma espontània. Aquest tipus de mutació passa sovint en organismes vius, però és difícil mesurar-ne la taxa. Mesurar aquesta taxa és important per predir la taxa a la qual les persones poden desenvolupar càncer.
Les mutacions puntuals poden sorgir de mutacions espontànies que es produeixen durant la replicació de l'ADN. La taxa de mutació pot augmentar per mutàgens. Els mutàgens poden ser físics, com ara la radiació de la raigs UV, els raigs X o la calor extrema, o químics (molècules que desplacen els parells de bases o pertorben la forma helicoïdal de l'ADN). Sovint s'estudien els mutàgens associats als càncers per conèixer el càncer i la seva prevenció.

### Mutacions priòniques
Els prions són proteïnes i no contenen material genètic. No obstant això, s'ha demostrat que la replicació dels prions està subjecta a mutació i selecció natural igual que altres formes de replicació. El gen humà PRNP codifica la proteïna priònica principal, PrP, i està subjecte a mutacions que poden donar lloc a prions que causen malalties.

## Mutacions beneficioses
Tot i que les mutacions que provoquen canvis en les seqüències de proteïnes poden ser perjudicials per a un organisme, en ocasions l'efecte pot ser positiu en un entorn determinat. En aquest cas, la mutació pot permetre a l'organisme mutant suportar estrès ambientals particulars millor que els organismes de tipus salvatge, o reproduir-se més ràpidament. En aquests casos, una mutació tendirà a ser més freqüent en una població mitjançant selecció natural. Alguns exemples inclouen els següents:
Resistència al VIH: una supressió específica de 32 parells de bases en CCR5 humà (CCR5-Δ32) confereix resistència al VIH als homozigots i retarda l'aparició de la SIDA en heterozigots. Una possible explicació de l'etiologia de la freqüència relativament alta de CCR5-Δ32 a la població europea és que va conferir resistència a la pesta bubònica a mitjans del segle xiv a Europa. Les persones amb aquesta mutació tenien més probabilitats de sobreviure a la infecció; per tant, la seva freqüència a la població va augmentar. Aquesta teoria podria explicar per què aquesta mutació no es troba a l'Àfrica del Sud, que no es va veure afectada per la pesta bubònica. Una teoria més recent suggereix que la pressió selectiva sobre la mutació CCR5 Delta 32 va ser causada per la verola en comptes de la pesta bubònica.
Resistència a la malària: un exemple d'una mutació perjudicial és la drepanocitosi, un trastorn de la sang en què el cos produeix un tipus anormal d'hemoglobina que transporta oxigen als glòbuls vermells. Un terç de tots els indígenes habitants de l'Àfrica subsahariana porten l'al·lel, perquè, a les zones on la malària és comú, hi ha un valor de supervivència en portar només un únic al·lel de cèl·lules falciformes. Els que només tenen un dels dos al·lels de la anèmia falciforme són més resistents a la malària, ja que la infestació de la malària Plasmodium s'atura per la falciforme de les cèl·lules que infesta.
Resistència als antibiòtics: pràcticament tots els bacteris desenvolupen resistència als antibiòtics quan s'exposen a ells. De fet, les poblacions bacterianes ja tenen aquestes mutacions que es seleccionen sota la selecció d'antibiòtics. Òbviament, aquestes mutacions només són beneficioses per als bacteris però no per als infectats.
Persistència de lactasa: una mutació va permetre als humans expressar l'enzim de la lactasa després de ser deslletats de forma natural de la llet materna, permetent als adults digerir la lactosa, que és probablement una de les mutacions més beneficioses en l'evolució humana recent.